# اچ‌ام‌اس گریت (۱۶۹۵)
اچ‌ام‌اس گریت (۱۶۹۵) (به انگلیسی: HMS Yarmouth (1695)) یک کشتی بود که طول آن ۱۵۰ فوت ۱۰ اینچ (۴۶٫۰ متر) بود.